# Festival international du film de Tbilissi
Le Festival international du film de Tbilissi est un festival de cinéma basé à Tbilissi en Géorgie. Il se déroule chaque année en décembre depuis 2000. Parti d'une initiative privée ayant conduit à la création du Centre d'art cinématographique Prométhée, il reçoit aujourd'hui le support du Centre national géorgien du film, du ministère géorgien de la Culture et de la Municipalité de Tbilissi.

## Palmarès

### Prométhée d'or
Le Prométhée d'or est la récompense principale de ce festival.
- 2000 : Luna Papa de Bakhtiar Khudojnazarov
- 2001 : Verboden te zuchten d'Alex Stockman
- 2002 : pas de compétition internationale
- 2003 : Schussangst de Dito Tsintsadze
- 2004 : Sang et Or de Jafar Panahi
- 2005 : Les tortues volent aussi de Bahman Ghobadi
- 2006 : Les Enragés de Detlev Buck
- 2007 : Un conte d'été polonais d'Andrzej Jakimowski
- 2008 : Love and Other Crimes de Stefan Arsenijević
- 2009 : pas de compétition internationale
- 2010 : Susa de Rusudan Pirveli
- 2011 : pas de compétition internationale
- 2012 : Loving Sławomir Fabicki
- 2013 : Disorder d'Archil Kavtaradze
- 2014 : The Tribe de Myroslav Slaboshpytskiy
- 2015 : Motherland de Senem Tüzen

### Prométhée d'argent
- 2000 : Lost Killers de Dito Tsintsadze
- 2001 :  Mondialito de Nicolas Wadimoff
- 2002 : pas de compétition internationale
- 2003 : Edi de Piotr Trzaskalski
- 2004 : Hush, Hush, Baby ! d'Albert ter Heerdt
- 2005 : 13 Tzameti de Gela Babluani
- 2006 : Fallen de Fred Kelemen
- 2007 :  Simple Things d'Andrzej Jakimowski
- 2008 : Autumn d'Özcan Alper
- 2009 : pas de compétition internationale
- 2010 :  Ordinary People de Vladimir Perisic
- 2011 : pas de compétition internationale
- 2012 : Everybody's Gone de Georgiy Paradzhanov
- 2013 : The Particle d'Erdem Tepegöz
- 2014 : Modris de Juris Kursietis
- 2015 : Mediterranea de Jonas Caprignano